# Villa Sofielund

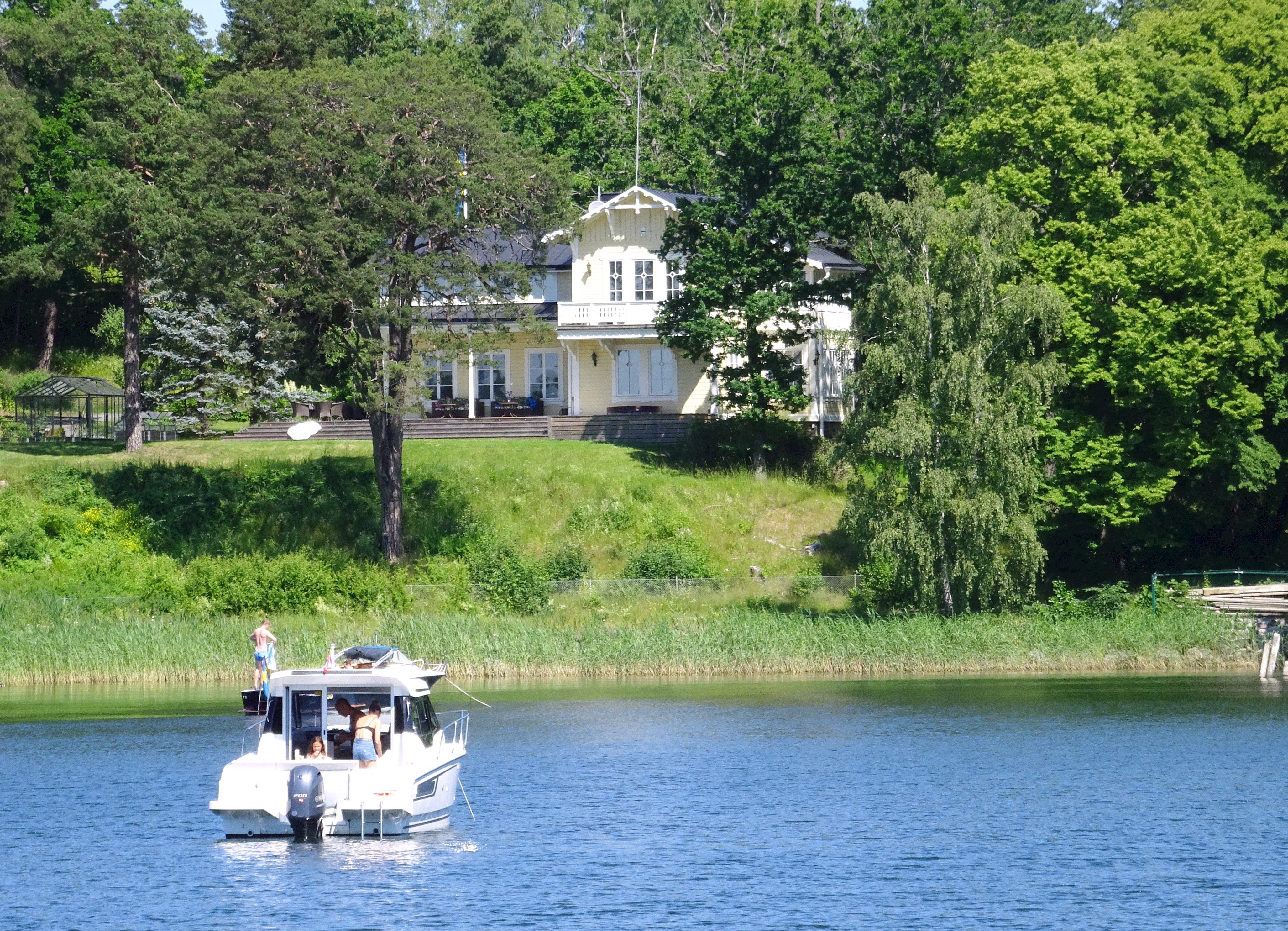
Villa Sofielund sedd från Bergianska trädgården, juni 2020.

Villa Sofielund är en byggnad vid Ålkistevägen 11 i området Freskati intill Brunnsviken på Norra Djurgården i Stockholms kommun. Villan är grönmärkt av Stadsmuseet i Stockholm vilket innebär att de anses vara ”särskilt värdefulla från historisk, kulturhistorisk, miljömässig eller konstnärlig synpunkt”.

## Beskrivning

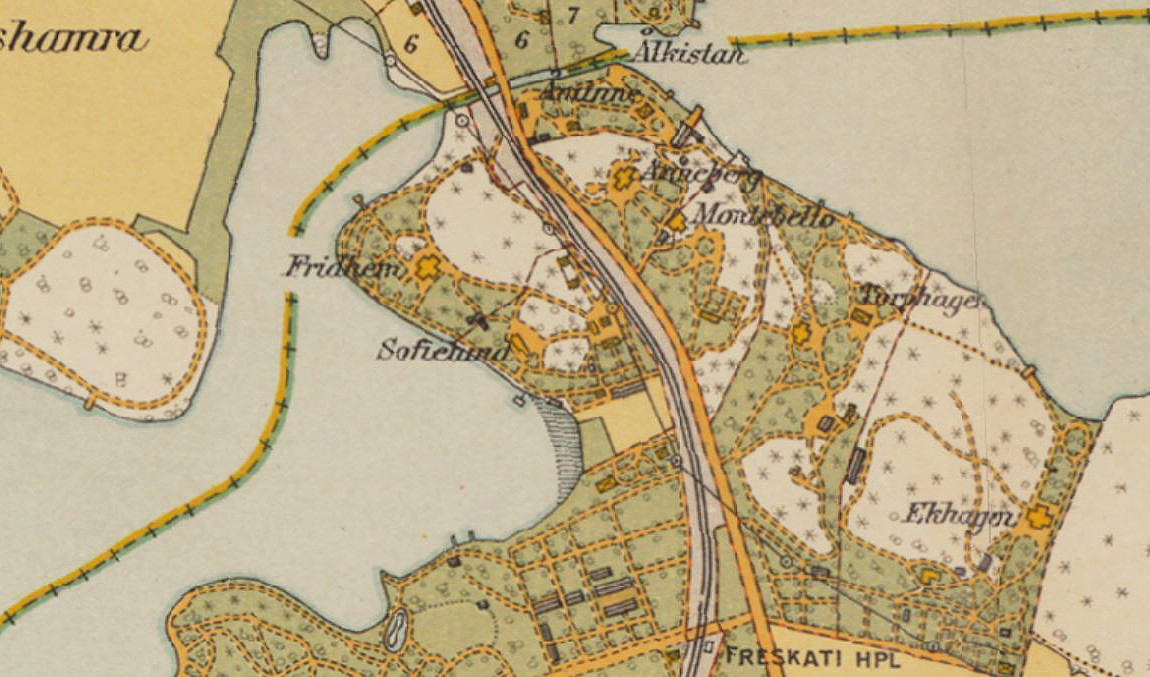
Karta från 1920-talet.

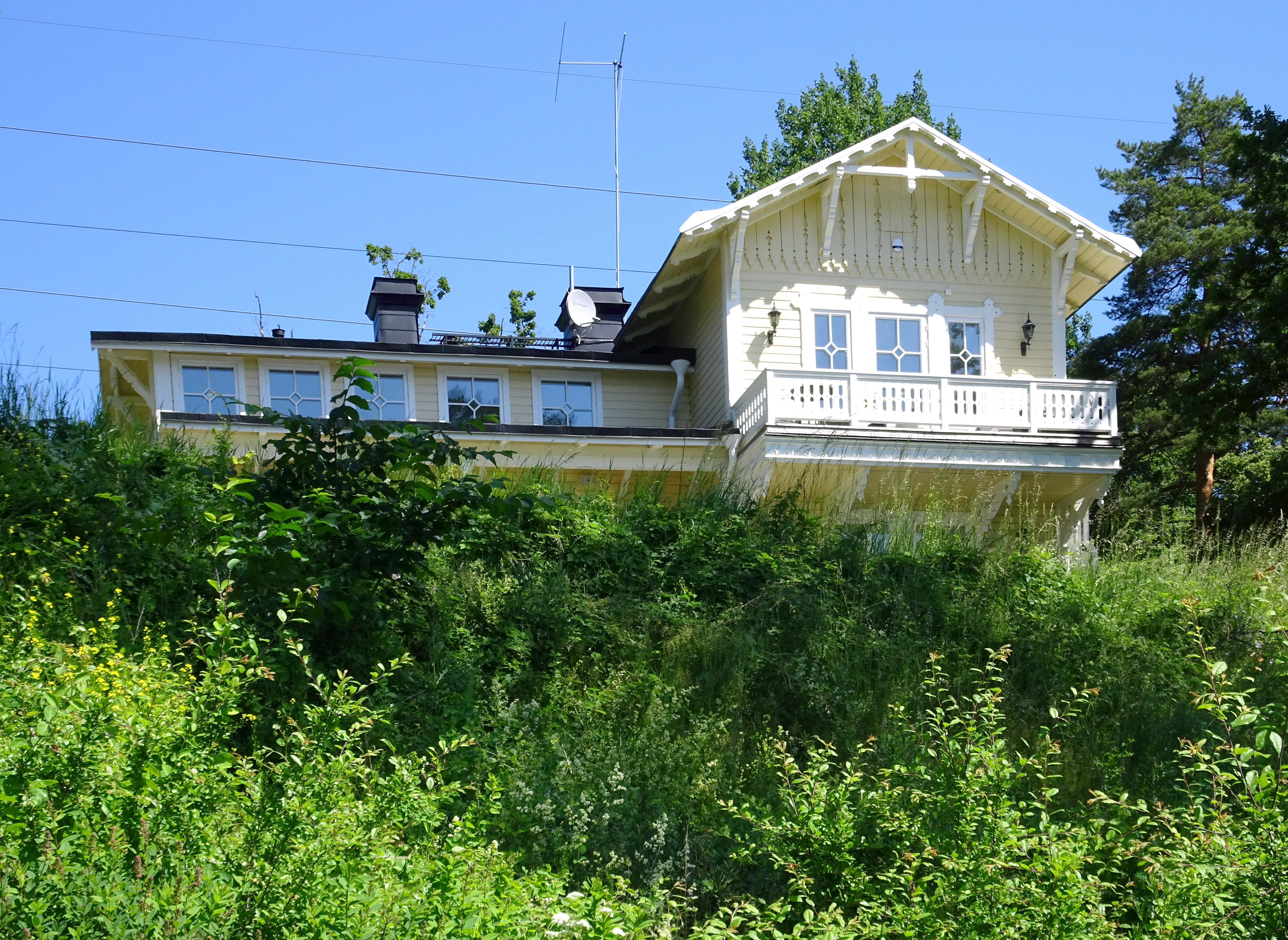
Villa Sofielund, juni 2020.

Villa Sofielund var ursprungligen ett sommarnöje som uppfördes på 1870-talet vid Brunnsvikens strand, strax söder om Ålkistan. Liksom den samtida grannvillan Fridhem hörde byggnaden till numera försvunna Bergshamra gård.
I trakten söder om Ålkistan fanns kring sekelskiftet 1900 flera sommarvillor. Området delades av Roslagsvägen och Roslagsbanan. Väster om Roslagsvägen låg Sofielund och Fridhem och öster om Roslagsvägen bland annat Åminne, Anneberg och Montebello. Den senare fanns redan 1866 men ersattes av ett nybygge 1912. Till fastigheterna hörde uthus, lusthus, bryggor och slingrande promenadgångar. Inga av villorna öster om Roslagsvägen existerar längre, de revs på 1970-talet, men området kallas fortfarande Montebello.
Villa Sofielund har de vanliga detaljerna som utmärker en sommarvilla från tiden; ljusmålad träpanel, snickarglädje och en gestaltning i schweizerstil. Tomten gick ursprungligen ner till Brunnsviken men är numera avskild från vattnet genom en allmän strandpromenad. 1979 förvärvades Sofielund av entreprenören Arnfinn Röste som bor här fortfarande (2020) med hustru Els-Mari. Röste äger även grannvillan Fridhem som han hyr ut.